# Marianne Stokes
Marianne Stokes (efter giftermål også 'Mrs Adrian Stokes', født Preindlsberger 19. januar 1855 i Graz, død 13. august 1927 i London) var en østrigsk-engelsk maler.
Stokes studerede i München ved Akademie der Bildenden Künste München og senere i Paris 
ved Académie Colarossi. 
Under opholdet i Paris mødte hun den finske maler Helene Schjerfbeck, og sammen tog de 1883 til Pont-Aven i det sydlige Bretagne.
Her malede hun sit første billede til Parisersalonen og mødte sin kommende mand Adrian Stokes (en) som hun giftede sig med i 1884, og kaldte sig fra 1885 også 'Mrs Adrian Stokes'.
Parret slog sig ned i St. Ives (en) i Cornwall, men foretog mange rejser og besøgte blandt andet kunstnerkolonien i Skagen somrene 1885 og 1886.
| - Marianne Stokes portrætteret - To profiler, Marianne Preindlsberger forrest Af vennen Helene Schjerfbeck, 1881 - Vilhelmine Bramsen, Beatrice Diderichsen og Marianne Stokes Af P. S. Krøyer, 14. august 1886 |

| - Værker af Marianne Stokes - Drømmende pige, 1875 Sweet Dreams / Träumendes Mädchen - På vej til markerne, 1883-87 On the Way to the Fields - Maria lysmesse, 1893 Candlemas Day / Maria Lichtmess - Engle underholder Jesusbarnet, 1893 Angels Entertaining the Holy Child - Rumænsk brudepige, 1905 - Madonna og barn, 1907-08 - Rumænske børn bringer vand der skal velsignes i den græske kirke i Deseşti, 1909 Romanian Children bringing Water to be Blessed in the Greek Church, Desze - Slovakisk pige, 1909 - Ungarsk dreng, 1909 - En engel, ukendt datering - Aucassin og Nicolette, ukendt datering |